# Desktop management interface
Pour les articles homonymes, voir DMI.
Le desktop management interface (DMI) fournit un framework logiciel standard afin de gérer et de suivre les modifications de composants sur un ordinateur, qu'il soit un ordinateur portable, un ordinateur de bureau, ou un serveur.
Le développement du DMI représente la première tâche accomplie par le Distributed Management Task Force (DMTF) en matière de standard de gestion d'ordinateurs.
Pour les dispositifs gérés, DMI fait abstraction des logiciels qui les gèrent.
Avant l'introduction de DMI, il n'existait aucune source d'information standardisée qui puisse fournir le détail des composants d'un ordinateur.
À cause du développement rapide des technologies du DMTF, tel que Common Information Model (CIM), le DMTF a décidé d'un processus de fin de vie pour DMI, qui s'est achevé le 31 mars 2005.